# 213 (số)
213 (hai trăm mười ba) là một số tự nhiên ngay sau 212 và ngay trước 214.